# 亚太互联网交换协会
亚太互联网交换协会（英語：Asia Pacific Internet Exchange Association；简称APIX）是亚太地区互联网交换中心的协会。亚太互联网交换协会也是全球互联网交换联盟（简称IX-F）的成员之一。